# Onthophagus renaudpauliani
Onthophagus renaudpauliani là một loài bọ cánh cứng trong họ Bọ hung (Scarabaeidae).